# 敦州 (黔州都督府)
敦州是唐代黔州都督府所屬的一個羈縻州，咸亨三年析內屬昆明部置，縣六：武寧縣，溝水縣，古質縣，昆川縣，叢燕縣，孤雲縣。其轄地在今貴州省盤縣一帶地方，是唐代招撫當地土著所設置的州縣，由其頭人任州官